# Salacia mosenii
Salacia mosenii är en benvedsväxtart som beskrevs av Albert Charles Smith. Salacia mosenii ingår i släktet Salacia och familjen Celastraceae. Inga underarter finns listade.